# کلیگان (افغانستان)
کلیگان یک منطقهٔ مسکونی در افغانستان است که در ولایت بامیان واقع شده‌است.